# El Mollejón Segunda Sección
El Mollejón Segunda Sección är en ort i Mexiko.   Den ligger i kommunen Benemérito de las Américas och delstaten Chiapas, i den sydöstra delen av landet, 1 000 km öster om huvudstaden Mexico City. El Mollejón Segunda Sección ligger 132 meter över havet och antalet invånare är 156.
Terrängen runt El Mollejón Segunda Sección är platt. Runt El Mollejón Segunda Sección är det glesbefolkat, med 15 invånare per kvadratkilometer. Närmaste större samhälle är Benito Juárez, 13,9 km väster om El Mollejón Segunda Sección. I omgivningarna runt El Mollejón Segunda Sección växer i huvudsak städsegrön lövskog.